# Blue Period (mangá)
Blue Period (ブルーピリオド, Burū Piriodo) é uma série de mangá japonesa escrita e ilustrada por Tsubasa Yamaguchi. É publicada na revista de mangá seinen Gekkan Afternoon pela editora Kodansha desde junho de 2017, e reunida em dezassete volumes no formato tankōbon desde maio de 2025. No Brasil, o mangá é publicado pela editora Panini. A série foi adaptada para animé pelo estúdio Seven Arcs e transmitida entre 2 de outubro e 18 de dezembro de 2021.

## Enredo
Yatora Yaguchi é um estudante popular que se destaca na escola, mas lida frequentemente com as frustrações e sentimento de vazio. Um dia, Yaguchi acaba por interessar-se por uma pintura do clube de artes da sua escola, que inspira-o a pintar. Posteriormente, ele se inspira na sua amiga Ryuji "Yuka" Ayukawa e entra para o clube de artes, onde se intensifica para ingressar na Universidade de Artes de Tóquio.

## Personagens
Yatora Yaguchi (矢口八虎, Yaguchi Yatora)
Voz de: Hiromu Mineta
Ryuji "Yuka" Ayukawa (鮎川龍二, Ayukawa Ryuji)
Voz de: Yumiri Hanamori
Yotasuke Takahashi (高橋世田介, Takahashi Yotasuke)
Voz de: Daiki Yamashita
Haruka Hashida (橋田悠, Hashida Haruka)
Voz de: Kengo Kawanishi
Maki Kuwana (桑名マキ, Kuwana Maki)
Voz de: Yume Miyamoto
Maru Mori (森まる, Mori Maru)
Voz de: Mayu Aoyagi
Masako Saeki (佐伯昌子, Saeki Masako)
Voz de: Fumi Hirano
Sumida (純田)
Voz de: Masaya Fukunishi
Koigakubo (恋ケ窪)
Voz de: Shinichiro Kamio
Utashima (歌島)
Voz de: Tatsumaru Tachibana
Umino (海野)
Voz de: Miku Hiratsuka
Shirai (白井)
Voz de: Ikumi Hasegawa
Shirota (城田)
Voz de: Yuna Nemoto
Yamamoto (山本)
Voz de: Aoi Koga
Mayu Oba (大葉真由, Ōba Mayu)
Voz de: Yuki Kazu
Sae Okada (岡田さえ, Okada Sae)
Voz de: Emiri Suyama
Takuro Ishii (石井啄郎, Ishii Takurō)
Voz de: Taishi Murata
Hanako Sakuraba (桜庭華子, Sakuraba Hanako)
Voz de: Saori Ōnishi

## Meios de comunicação

### Mangá
A série escrita e ilustrada por Tsubasa Yamaguchi, teve a sua primeira aparição em agosto de 2017 na revista Gekkan Afternoon da editora Kodansha, e posteriormente foi publicada em 24 de junho do mesmo ano. A editora Kodansha reuniu os seus capítulos encadernados no formato tankōbon. O primeiro volume foi publicado a 22 de dezembro de 2017. Até 22 de maio de 2025, foram publicados dezassete volumes.
Na América do Norte, a série é publicada pela editora Kodansha USA. Na Europa, a série é publicada na Espanha pela editora Milky Way Ediciones, na França pela Pika Édition, na Itália pela Edizioni BD, e na Alemanha pela Manga Cult. No Brasil, a publicação da série foi anunciada pela editora Panini durante o evento CCXP Worlds em dezembro de 2021.
Volumes
| N.º | Data de lançamento      | ISBN                                                  |
| --- | ----------------------- | ----------------------------------------------------- |
| 1   | 22 de dezembro de 2017  | 978-4-06-510586-3                                     |
| 2   | 23 de março de 2018     | 978-4-06-511124-6                                     |
| 3   | 23 de agosto de 2018    | 978-4-06-512336-2                                     |
| 4   | 22 de fevereiro de 2019 | 978-4-06-514484-8                                     |
| 5   | 21 de junho de 2019     | 978-4-06-515958-3                                     |
| 6   | 22 de novembro de 2019  | 978-4-06-517512-5                                     |
| 7   | 23 de março de 2020     | 978-4-06-518889-7                                     |
| 8   | 23 de setembro de 2020  | 978-4-06-520727-7 978-4-06-520725-3 (edição especial) |
| 9   | 21 de janeiro de 2021   | 978-4-06-521994-2                                     |
| 10  | 21 de maio de 2021      | 978-4-06-523175-3                                     |
| 11  | 22 de setembro de 2021  | 978-4-06-524669-6 978-4-06-524977-2 (edição especial) |
| 12  | 23 de maio de 2022      | 978-4-06-527418-7                                     |
| 13  | 22 de novembro de 2022  | 978-4-06-529730-8                                     |
| 14  | 21 de julho de 2023     | 978-4-06-531943-7                                     |
| 15  | 22 de novembro de 2023  | 978-4-06-533571-0                                     |
| 16  | 21 de novembro de 2024  | 978-4-06-537474-0                                     |
| 17  | 22 de maio de 2025      | 978-4-06-539411-3                                     |

### Animé
A adaptação para série de animé foi anunciada a 19 de janeiro de 2021. O estúdio Seven Arcs foi responsável pela animação, com Koji Masunari como realizador principal, Katsuya Asano como realizador, e Reiko Yoshida como argumentista, Tomoyuki Shitaya desenhou as personagens, e a banda sonora foi composta por Ippei Inoue. Nos países lusófonos, a série foi transmitida em fluxo contínuo pela Netflix a 25 de setembro de 2021, e no bloco televisivo Super Animeism nos canais MBS, TBS entre 2 de outubro e 18 de dezembro de 2021. Omoinotake interpretou a canção de abertura "EVERBLUE," enquanto que Mol-74 interpretou a canção de encerramento "Replica". A 28 de janeiro de 2022, a Netflix inseriu a versão brasileira da série.
Episódios

## Recepção
A série foi classificada na quarta posição da lista de melhores mangás para leitores do sexo masculino de 2019 pela revista Kono Manga ga Sugoi!, também foi classificada na décima quarta posição da lista de 2020, juntamente com The Fable de Katsuhisa Minami, e na décima quinta posição da lista de 2021, ao lado de Bōkyō Tarō. Foi classificada na décima sexta posição da lista do "Livro do Ano" pela revista Da Vinci, na lista de 2020 ficou na décima nona posição, e na lista de 2021 encontrou-se na vigésima quarta posição. A série também foi um dos doze mangás a fazer parte da lista dos cento e vinte seis romances gráficos para adolescentes pela Associação de Serviços Bibliotecários para Jovens Adultos.
Em 2019, o mangá foi nomeado para a décima segunda edição do Grande Prémio de Mangá e na quadragésima terceira edição do Prémio de Mangá Kodansha na categoria de Melhor Mangá Geral. Em 2020, o mangá venceu a décima terceira edição do Grande Prémio de Mangá e a quadragésima quarta edição do Prémio de Mangá Kodansha novamente na categoria de Melhor Mangá Geral. Também foi nomeado para a vigésima quarta edição do Prémio Cultural Osamu Tezuka.
Rebecca Silverman do sítio eletrónico Anime News Network atribuiu ao primeiro volume uma classificação B+, tendo elogiado a sua narrativa e as personagens no amadurecimento (especificamente os adultos), enquanto realizou a sua crítica por ser muito informativo em certos momentos.